# Stalse Molen
De Stalse Molen (ook: Lemmensmolen) is een watermolen op de Zwarte Beek, die zich bevindt aan de Stalse Molenstraat te Koersel (Beringen).
De molen is vernoemd naar de buurtschap Stal, die ten noordoosten van de molen ligt. De naam Lemmensmolen heeft betrekking op de familie die reeds vanaf 1827 de eigenaar is.
Voor het eerst was er sprake van een dergelijke molen in 1350. In 1684 vond herbouw plaats, waarvan een jaartal op het houtwerk getuigt. In 1882 werd het gebouw uitgevoerd in baksteen.
In 1947 was het waterrad zodanig vervallen dat werd overgegaan op elektrische aandrijving. De laatste molenaar, Paul Lemmens, overleed in 1948. Diens dochter, Denise, trouwde met René Bollen, die de molen in 1990 herstelde, waarbij een nieuw, ijzeren onderslagrad werd geplaatst. René overleed in 2002.
Het betreft een dubbelmolen, die gebruikt werd als korenmolen en als oliemolen.
De Stalse Molen is beschermd als monument en de omgeving is beschermd als dorpsgezicht
- Inventaris van het Bouwkundig Erfgoed (Vlaanderen): 21457